# Кадзиура, Юки
Юки Кадзиура (яп. 梶浦由記 Кадзиура Юки, род. 6 августа 1965, Токио) — японский музыкант, композитор, продюсер. Написала музыку для многих аниме-сериалов, таких как .hack//SIGN, Noir и Sword Art Online. Автор и непосредственный участник проектов See-Saw, Kalafina, FictionJunction. На данный момент проживает в Токио.

## Биография
Юки Кадзиура родилась 6 августа 1965 года в Токио. В 1972 году её семья переехала в ФРГ, где отец Кадзиуры получил работу. Переезд в Германию послужил поводом для создания её первого музыкального произведения — прощальной песни, посвящённой оставшейся в Японии бабушке Юки. Окончив среднюю школу в ФРГ, Кадзиура вернулась в Токио, поступила в колледж, а после его окончания стала работать программистом в области системного дизайна. Однако в 1992 году она резко поменяла свой профиль, сосредоточившись на создании музыки. По её собственному признанию, на это решение сильно повлиял её отец, большой поклонник оперы и европейской классики.
В июле 1992-го состоялся дебют Кадзиуры в составе See-Saw, женского трио, в тот момент состоящего из Тиаки Исикавы (вокал), её самой (вспомогательный вокал, клавишные) и Юкико Нисиоки. За последовавшие два года их группа издала шесть синглов и два полноценных альбома, однако в 1994 году коллектив распался. Нисиока стала писательницей, а Кадзиура начала сольную карьеру, сочиняя музыку для телевидения, рекламных роликов, фильмов, аниме и компьютерных игр.
В 2001 году они с Тиаки Исикавой возобновили совместную творческую деятельность под брендом See-Saw, ныне дуэта. Приблизительно в то же время Кадзиура начала сотрудничать со анимационной студией Bee Train под руководством Койти Масимо. Плодом их сотрудничества стал аниме-сериал Noir, который, несмотря на весьма противоречивые мнения критиков в целом, неизменно вызывал в них восхищение качеством саундтрека, представлявшего собой смесь электронной танцевальной музыки, оперы и традиционных французских мотивов.
Работая над «Нуаром», режиссёр Койти Масимо предоставил Кадзиуре невиданную художественную свободу в вопросах музыки, которая пришлась ей настолько по душе, что их сотрудничество распространилось и на большинство более поздних картин Масимо. К примеру, Масимо никогда не ставит перед композитором чётких ограничений или задач, позволяя ей записывать все, что придет в голову при виде анимации. Затем он просто выбирает из предложенных сочинений наиболее по его мнению уместные и монтирует их, куда ему кажется нужным. Последним их совместным проектом (на июнь 2006-го) является Tsubasa Chronicle.
В 2002-ом году дуэт See-Saw участвовал в создании второго известного аниме-сериала Bee Train — .hack//SIGN, ставшего краеугольным камнем широко известного в Японии мультимедийного проекта .hack. Альбомы с саундтреком сериала разошлись тиражом в 300,000 экземпляров. Во время работы над SIGN Кадзиура познакомилась с Эмили Биндиджер, американской певицей, ранее сотрудничавшей с Ёко Канно. Благодаря своим вокальным данным, Биндиджер исполнила более десяти песен, звучавших в сериале. На Anime Expo 2003 Кадзиура шутливо назвала американку своей «учительницей английского».
Одной из самых популярных песен, изданных по лейблом See-Saw, стал эндинг аниме-сериала Mobile Suit Gundam SEED («Anna ni Issho Datta no ni»), чей сингл разошёлся тиражом в 200000 копий, став сенсацией в среде любителей японской анимации. Dream Field, первый альбом See-Saw за девять лет, также стал хитом в 2003-ем году, общий тираж его составил свыше 100000 проданных экземпляров. В тот же год Кадзиура выпустила свой первый сольный альбом Fiction, а в 2011 году состоялся долгожданный релиз её второго сольного альбома Fiction II.
Работая над совместными сольными проектами с другими музыкантами (например, с Юкой Нанри, Аской Като и Каори Одой), Кадзиура использует название FictionJunction. Возможно, самым удачным и известным проектом такого рода стал FictionJunction YUUKA с Юкой Нанри. В 2004-м их дуэт стал создателем саундтрека к очередному сериалу Койти Масимо — Madlax, а на следующий год опубликовал свой первый совместный альбом Destination.

## Дискография

### Саундтреки к аниме
Названия приведены в латинской транслитерации, а ссылки под ними ведут на японскую Википедию.
| Название аниме                                                                       | Год выпуска           |
| ------------------------------------------------------------------------------------ | --------------------- |
| Kyouryuu Boukenki Jura Tripper (слова песни для концовки) 恐竜冒険記ジュラトリッパー | 1995                  |
| Kimagure Orange Road                                                                 | 1996                  |
| Eat-Man                                                                              | 1997                  |
| Slime Boukenki: Umi Da, Yeah スライム冒険記 ～海だ、イエー～                         | 1999                  |
| Noir                                                                                 | 2001                  |
| Aquarian Age: Sign for Evolution アクエリアンエイジ Sign for Evolution               | 2002                  |
| .hack//SIGN                                                                          | 2002—2003             |
| .hack//Liminality                                                                    | 2002—2003             |
| «Горячий парень Джей» (концовка)                                                     | 2002—2003             |
| Mobile Suit Gundam SEED (концовка)                                                   | 2002—2003             |
| .hack//Legend of the Twilight (концовка)                                             | 2003                  |
| The World of Narue (концовка)                                                        | 2003                  |
| «Крестовый поход Хроно» (концовка)                                                   | 2003—2004             |
| Mobile Suit Gundam SEED Special Edition I: Kokuu no Senjou (концовка)                | 2004                  |
| Madlax                                                                               | 2004                  |
| «Портрет малышки Козетты»                                                            | 2004                  |
| Mai-HiME                                                                             | 2004—2005             |
| Mobile Suit Gundam SEED Destiny (концовки)                                           | 2004—2005             |
| «Воздушные пираты»                                                                   | 2005                  |
| Tsubasa Chronicle                                                                    | 2005—2006             |
| Tsubasa Chronicle the Movie: The Princess of the Country of Birdcages                | 2005                  |
| Loveless (заставка и концовка)                                                       | 2005                  |
| Mai-Otome                                                                            | 2005—2006             |
| Legend of Raoh: Chapter of Death in Love                                             | 2006                  |
| .hack//Roots (заставка)                                                              | 2006                  |
| Shounen Onmyouji (заставка)                                                          | 2006—2007             |
| Bakumatsu Kikansetsu Irohanihoheto (заставка)                                        | 2006—2007             |
| Mai-Otome Zwei                                                                       | 2006—2007             |
| Shin Kyuuseishu Densetsu Hokuto no Ken: Yuria-den                                    | 2007                  |
| El Cazador                                                                           | 2007                  |
| Shin Kyuuseishu Densetsu Hokuto no Ken: Raoh-den Gekitou no Shou                     | 2007                  |
| Baccano! (концовка)                                                                  | 2007                  |
| Tsubasa Tokyo Revelations                                                            | 2007—2008             |
| Kara no Kyoukai                                                                      | 2007—2009, 2011, 2013 |
| Shin Kyuuseishu Densetsu Hokuto no Ken: Toki-den                                     | 2008                  |
| Amatsuki (концовка)                                                                  | 2008                  |
| Black Butler (концовки)                                                              | 2008—2010             |
| Shin Kyuuseishu Densetsu Hokuto no Ken Zero: Kenshirou-den                           | 2008                  |
| Tsubasa Shunraiki                                                                    | 2009                  |
| Pandora Hearts                                                                       | 2009                  |
| So Ra No Wo To (заставка)                                                            | 2010                  |
| Ookami Kakushi (заставка)                                                            | 2010                  |
| Eve no Jikan Gekijouban (концовка)                                                   | 2010                  |
| Mahou Shoujo Madoka Magiсa                                                           | 2011—2013             |
| Sacred Seven (заставка)                                                              | 2011                  |
| Fate/Zero                                                                            | 2011—2012             |
| Sword Art Online                                                                     | 2012—2014, 2017       |
| Aldnoah.Zero (заставка)                                                              | 2014                  |
| Fate/stay night: Unlimited Blade Works (концовки)                                    | 2014—2015             |
| Arslan Senki (концовки)                                                              | 2015—2016             |
| «Город, в котором меня нет»                                                          | 2016                  |
| Kubikiri Cycle: Aoiro Savant to Zaregoto Tsukai                                      | 2016—2017             |
| Katsugeki: Touken Ranbu (концовка)                                                   | 2017                  |
| Princess Principal                                                                   | 2017                  |
| Fate/stay night: Heaven’s Feel I. presage flower                                     | 2017                  |
| Sword Art Online the Movie: Ordinal Scale                                            | 2017                  |
| Sword Art Online: Alicization                                                        | 2018                  |
| Fate/stay night: Heaven’s Feel II. lost butterfly                                    | 2019                  |

### Саундтреки к играм
| Название игры | Игровая платформа    | Год выпуска | Компания                    |
| --- | -------------------- | ----------- | --------------------------- |
| Double Cast ダブルキャスト | PlayStation          | 1998        | Sony Computer Entertainment |
| Meguri Aishite めぐり愛して | PlayStation          | 1999        | SME                         |
| BLOOD the Last Vampire ブラッド ザ ラスト ヴァンパイア | PlayStation 2        | 2000        | Sony Computer Entertainment |
| .hack//Quarantine Vol.4 (тематическая песня) ドットハック 絶対包囲 Vol.4                                                                                      | PlayStation 2        | 2003        | Bandai                      |
| Xenosaga Episode II: Jenseits von Gut und Böse (внутриигровое видео) ゼノサーガ エピソードII［善悪の彼岸］ (Zenosaga Episodo Tsu Zen’aku no Higan)            | PlayStation 2        | 2004        | Namco                       |
| Xenosaga Episode III: Also Sprach Zarathustra ゼノサーガ エピソードIII［ツァラトゥストラはかく語りき］ (Zenosāga Episōdo Surī Tsaratusutora wa Kaku Katariki) | PlayStation 2        | 2006        | Namco                       |
| Nobunaga no Yabou (тематическая песня) 信長の野望 | PlayStation 3        | 2010        | Koei                        |
| .hack//Link (несколько песен из предыдущих работ) ドットハックリンク                                                                                          | PlayStation Portable | 2010        | Namco                       |
| Senritsu no Stratus (заставка) 戦律のストラタス | PlayStation Portable | 2011        | Konami                      |

### Саундтреки к фильмам и телепередачам
| Название фильма                                                                       | Год выпуска | Режиссёр         |
| ------------------------------------------------------------------------------------- | ----------- | ---------------- |
| Nakitai Yoru mo Aru (вставная композиция) 泣きたい夜もある                            | 1993        |                  |
| Tokyo Kyoudai 東京兄妹                                                                | 1995        | Дзюн Итикава     |
| RUBY FRUIT ルビーフルーツ                                                             | 1995        | Такуми Кимидзука |
| RAINBOW                                                                               | 1999        | Наото Кумадзава  |
| BOOGIE POP and OTHERS ブギーポップは笑わない                                          | 2000        | Рю Канэда        |
| Tsuki 月                                                                              | 2000        | Такуми Кимидзука |
| Magister Negi Magi Mahou Sensei Negima! (концовка) MAGISTER NEGI MAGI 魔法先生ネギま! | 2007—2008   | Рю Канэда        |
| Akiresu to Kame アキレスと亀                                                          | 2008        | Такэси Китано    |
| Rekishi Hiwa Historia 歴史秘話ヒストリア                                              | 2009—2014   |                  |
| 15-sai no Shiganhei 15歳の志願兵                                                      | 2010        | Сумио Омори      |
| Hanako to Anne 花子とアン                                                             | 2014—2015   |                  |

### Музыкальные работы
| Название работы          | Год выпуска |
| ------------------------ | ----------- |
| Sakura-Wars              | 1998        |
| Fine                     | 1998        |
| FUNK-a-STEP              | 1998        |
| FUNK-a-STEP II           | 1999        |
| Christmas Juliette       | 1999—2000   |
| High-School Revolution   | 2000        |
| Shooting-Star Lullaby    | 2001        |
| Love’s Labour’s Lost/SET | 2002        |
| Stairway to Heaven/SET   | 2005        |
| Angel Gate               | 2006        |

### АльбомыSee-Saw
(вокал: Тиаки Исикава)
| Название альбома | Год выпуска |
| ---------------- | ----------- |
| I Have a Dream   | 1993        |
| See-Saw          | 1994        |
| Dream Field      | 2003        |
| Early Best       | 2003        |

### Работы в роли продюсера
| Название альбома  | Певица/Группа         | Год выпуска |
| ----------------- | --------------------- | ----------- |
| I Have a Dream    | See-Saw               | 1993        |
| See-Saw           | See-Saw               | 1994        |
| Early Best        | See-Saw               | 2003        |
| Dream Field       | See-Saw               | 2003        |
| melody            | Саэко Тиба            | 2003        |
| everything        | Саэко Тиба            | 2004        |
| Destination       | FictionJunction YUUKA | 2004        |
| circus            | FictionJunction YUUKA | 2007        |
| Re/oblivious      | Kalafina              | 2008        |
| Everlasting Songs | FictionJunction       | 2009        |
| Seventh Heaven    | Kalafina              | 2009        |
| Red Moon          | Kalafina              | 2010        |
| After Eden        | Kalafina              | 2011        |
| Consolation       | Kalafina              | 2013        |
| elemental         | FictionJunction       | 2014        |
| far on the water  | Kalafina              | 2015        |

### Сольные альбомы

#### Fiction
Fiction — первый сольный студийный альбом Юки Кадзиуры, в записи которого приняли непосредственное участие такие вокалисты, как Эмили Биндиджер, Юри Касахара, Дэб Лайонс, Каори Нисина и Туливу-Донна Камбербэтч. Занимал 49 место в течение 4 недель в еженедельном чарте Oricon.

##### Список композиций
1. key of the twilight (с англ. — «Ключ от сумерек»)
2. cynical world (с англ. — «Циничный мир»)
3. fake wings (с англ. — «Фальшивые крылья»)
4. fiction (с англ. — «Выдумка»)
5. vanity (с англ. — «Суетность»)
6. red rose (с англ. — «Алая роза») (только в японском издании)
7. canta per me (с итал. — «Спой для меня»)
8. zodiacal sign (с англ. — «Зодиакальный знак»)
9. awaking (с англ. — «Пробуждение»)
10. open your heart (с англ. — «Открой своё сердце»)
11. winter (с англ. — «Зима»)
12. salva nos (с лат. — «Спаси нас»)
13. lullaby (с англ. — «Колыбельная») (только в японском издании)
14. echo (с англ. — «Эхо») (только в японском издании)

#### Fiction II
Fiction II — второй сольный студийный альбом Юки Кадзиуры, в записи которого приняли непосредственное участие такие вокалисты, как Эмили Биндиджер, Юрико Кайда, Эри Ито, Каори Ода, Кэйко Кубота, Вакана Отаки, Дэб Лайонс, Маргарет Дорн, Клара Кэннеди, Джоан Сара Мл., Ханаэ Томару, Эмили Кёртис и Токё Консиэ. Занимал 31 место в течение 3 недель в еженедельном чарте Oricon.

##### Список композиций
1. in this winter (с англ. — «Этой зимою»)
2. the image theme of Xenosaga II
3. lotus (с англ. — «Лотос»)
4. my long forgotten cloistered sleep (с англ. — «Мой давно забытый сон в заточении»)
5. I swear (с англ. — «Я клянусь»)
6. forest (с англ. — «Лес»)
7. Sweet Song (с англ. — «Сладкая песня»)
8. E.G.O.
9. everytime you kissed me (с англ. — «Каждый раз, когда ты целовал меня»)
10. I reach for the sun (с англ. — «Я тянусь за солнцем»)
11. L.A.
12. March (с англ. — «Март»)
13. heigen (ром. от яп. 平原, «Незатейливая»)
14. maybe tomorrow (с англ. — «Может быть, завтра»)

## Вокалисты, участвовавшие в проектах
- Арисака, Мика
- Биндиджер, Эмили
- Дорн, Маргарет
- Иноуэ, Марина
- Исикава, Тиаки (See-Saw)
- Ито, Эри
- Кайда, Юрико (FictionJunction YURIKO KAIDA)
- Касахара, Юри
- Като, Аска (FictionJunction ASUKA)
- Кёртис, Эмили
- Кикути, Мика
- Косимидзу, Ами
- Кубота, Кэйко (FictionJunction KEIKO)
- Кувасима, Хоко
- Камбербэтч, Туливу-Донна
- Лайонс, Дэб
- Макино, Юи
- Миямура, Юко
- Нанри, Юка (FictionJunction YUUKA)
- Нисикава, Каори
- Нисина, Каори
- Ода, Каори (FictionJunction KAORI)
- Огава, Норико
- Окина, Рэйка
- Оми, Минами
- Отаки, Вакана (FictionJunction WAKANA)
- Сэки, Томокадзу
- Танака, Риэ
- Тарако (Исоно, Тарако)
- Тиба, Саэко
- Томару, Ханаэ
- Фион
- Хикита, Каори
- Хисакава, Ая
- Юкана (Ногами, Юкана)